# Ekonomiåret 1907

## Bildade företag
- 10 augusti - Tre betsockerodlare bildar Svenska Sockerfabriks AB (SSA), varvid man uppnår monopol på sockermarknaden i Sverige, då nästan alla sockerproducenter går med.[1]
- 28 augusti - Transportföretaget United Parcel Service grundas i Seattle i Washington i USA.[2]

## Födda
- 29 maj – Leif Björk, svensk nationalekonom.